# خون گرگ
خون گرگ (انگلیسی: Wolfblood) مجموعه تلویزیونی بریتانیایی با ژانر درام فانتزی نوجوانان است. این سریال که مخاطبان جوان را هدف گرفته، توسط دبی مون ساخته شده و محصول مشترک شبکه سی‌بی‌بی‌سی و زد د اف/زد د اف ایی است.
این مجموعه تلویزیونی روایتگر زندگی گونه‌هایی به نام خون‌گرگ‌ها (wolfbloods) است. موجوداتی که حواسشان تقویت شده و با وجود اینکه شبیه انسان هستند، اما می‌توانند به میل خود به گرگ تبدیل شوند. آنها اما می‌توانند تغییر شکل‌شان در طول روز را نیز کنترل کنند. آنها از گرگینه‌ها متمایزند، اما درست مانند گرگینه‌ها، تغییر شکل‌شان در طول ماهِ کامل، خارج از کنترل آنهاست. این مجموعه تلویزیونی بر روی زندگی روزمره این موجودات و چالش‌هایی که برای پنهان کردن راز خود با آن روبرو هستند تمرکز دارد. هر فصل از این مجموعه، شخصیت‌ها و مفاهیم جدیدی دارد.
این مجموعه تلویزیونی در سال ۲۰۱۳ برنده جایزه انجمن سلطنتی تلویزیون برای بخش درام کودکان شده است. همچنین در همان سال برنده جایزه جایزه بنف راکی در بخش «بهترین برنامه کودکان (داستانی)» شد. این مجموعه تلویزیونی در سال ۲۰۱۵ برنده جایزه فیلمنامه‌نویسان بریتانیایی در بخش «بهترین تلویزیون کودکان بریتانیا» شد.

## بازیگران
- ایمی کلی
- بابی لاک‌وود
- کیدر ویلیامز-استیرلینگ
- لیونا وان
- میشل گیل
- روکو ناهار
- لوئیزا کانولی-برنهام
- لوئیز پین
- گابریل گرین
- جک برت اندرسون
- سیدنی وید